# Wallfahrtskirche Unserer Lieben Frau im Weingarten und Pfarrkirche St. Philippus und Jacobus

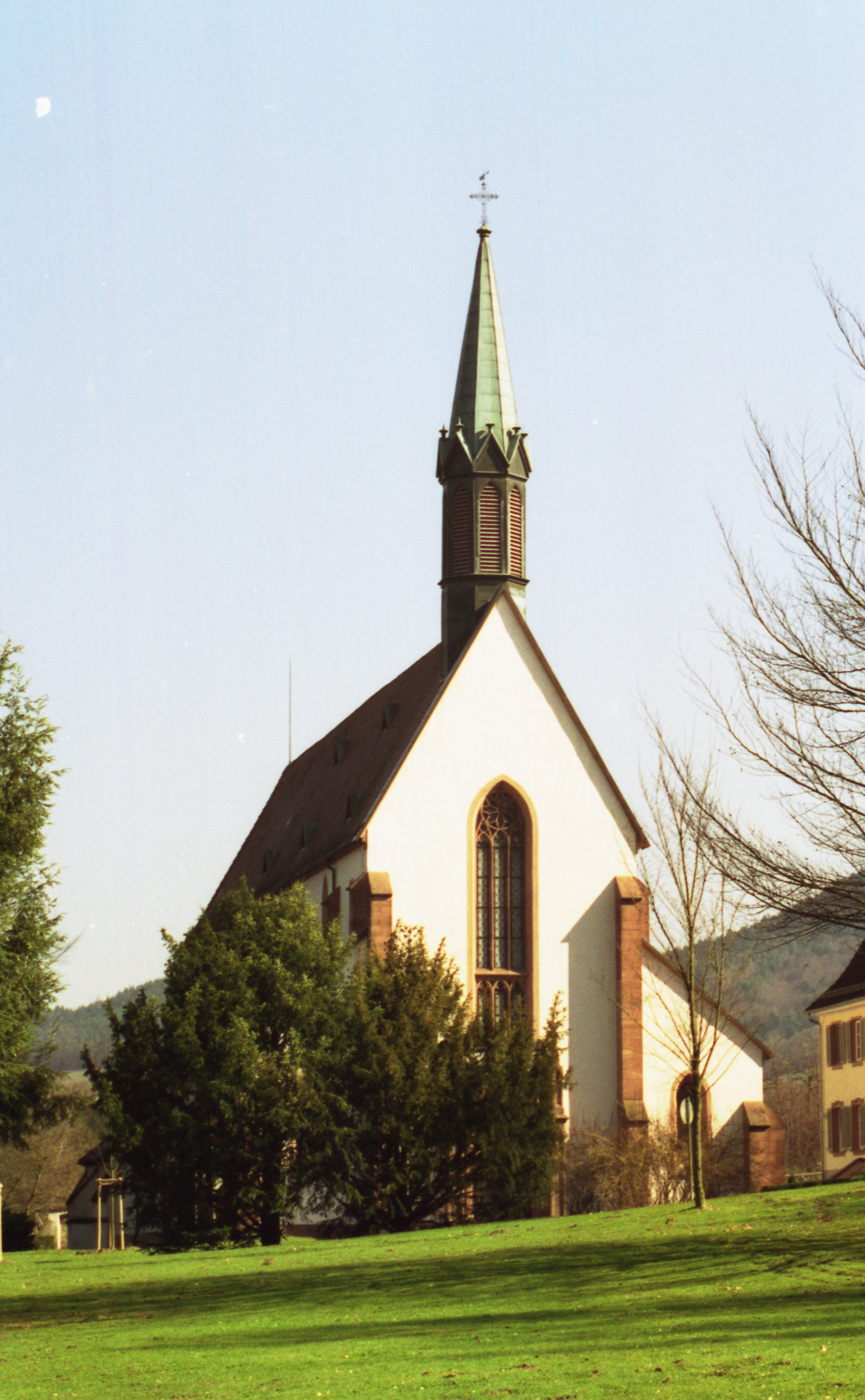
Wallfahrtskirche Unserer Lieben Frau im Weingarten und Pfarrkirche St. Philippus und Jacobus

Die römisch-katholische Wallfahrtskirche Unserer Lieben Frau im Weingarten und heutige Pfarrkirche St. Philippus und Jacobus steht in Zell-Weierbach, einem Stadtteil von Offenburg im Ortenaukreis in Baden-Württemberg. Seit der Dekanatsreform am 1. Januar 2008 gehört die Kirche zum Dekanat Offenburg-Kinzigtal und gehört zudem zur Seelsorgeeinheit St. Ursula Katholische Kirchengemeinde des Erzbistums Freiburg. Das Bauwerk ist beim Landesamt für Denkmalpflege Baden-Württemberg als Baudenkmal eingetragen.

## Beschreibung
Die im Kern spätgotische Basilika wurde 1396 geweiht und 1876/78 neugotisch überformt. Ihr Langhaus hat ein Mittelschiff und zwei Seitenschiffe. Im Osten des Mittelschiffs befindet sich ein dreiseitig geschlossener  Chor, der von Strebepfeilern gestützt wird. Auf dem Satteldach des Mittelschiffs erhebt sich im Westen ein achteckiger Dachreiter, der den Glockenstuhl für drei Kirchenglocken beherbergt, und der mit einem spitzen Helm bedeckt ist. 
Zur Kirchenausstattung gehört ein Hochaltar, den Ferdinand Langenberg gebaut hat. Die Orgel wurde 2002 durch Claudius Winterhalter gebaut.